# Медведев, Сергей Сергеевич
Сергей Сергеевич Медведев (5 (17) мая 1891, Москва — 13 августа 1970, там же) — российский советский физико-химик, академик АН СССР (с 1958), член-корреспондент АН СССР (с 1943), заслуженный деятель науки и техники РСФСР (1943).

## Биография
Учился в 3-й Московской гимназии. Окончил Гейдельбергский университет (1914) и естественное отделение физико-математического факультета МГУ (1918).
Работал в Физико-химическом институте имени Л. Я. Карпова (1922—1970).
С 1938 одновременно заведующий кафедрой синтетического каучука МИТХТ им. М. В. Ломоносова.
Принимал активное участие в организации Среднеазиатского университета в Ташкенте, заведовал Центральной химической лабораторией при Узбекском совете народного хозяйства. Главный редактор журнала «Высокомолекулярные соединения» АН СССР (1970).
Научные работы посвящены в основном исследованию механизмов реакций окисления, радикальной и ионной полимеризации. Сергей Сергеевич, доказав, что полимеризация — цепной процесс, тем самым заложил основы теории полимеризации. Работы С. С. Медведева сделали возможной разработку промышленных методов синтеза многих полимеров.
Умер 13 августа 1970 года. Похоронен на Новодевичьем кладбище в Москве.

## Награды и премии
- орден Ленина (27.03.1954)

Могила Медведева на Новодевичьем кладбище Москвы.

- 2 ордена Трудового Красного Знамени (1943; 10.06.1945)
- Сталинская премия второй степени (1946) — за научные исследования в области кинетики полимеризации органических веществ, результаты которых изложены в статьях: «Кинетика полимеризации винилацетатов в присутствии бензоила в бензольном растворе», «Полимеризация хлоропрена», «О кинетике полимеризации бутадиена в присутствии метаболитов натрия», «Свободные радикалы в процессах полимеризации» (1939—1944)[4]
- Премия АН СССР имени С. В. Лебедева (1971, посмертно) — за цикл работ по полимеризации углеводородных мономеров в присутствии щелочных металлов и их органических соединений.